# Хуаншань Туньси (аэропорт)
Международный аэропорт Хуаншань Туньси (кит. 黄山屯溪国际机场), (ИАТА: TXN, ИКАО: ZSTX) — коммерческий аэропорт, обслуживающий авиаперевозки городского округа Хуаншань (провинция Аньхой, КНР).
Основной поток составляют туристы, прибывающие в район горной гряды Хуаншань.
Аэропорт был открыт в октябре 1959 года.